# Jvalamalini
 (novembre 2014).
Jvalamalini ou Jwalamalini est un Être céleste du jaïnisme. Selon la branche digambara de cette foi elle est la yaksi, la protectrice du huitième Maître éveillé le Tirthankara Chandraprabha. Adulée au Moyen-Âge comme toutes les déités gardiennes de la communauté jaïne, Jvalamalini est associée au culte du feu. Aujourd'hui elle est encore particulièrement vénérée dans l'état d'Inde du sud: le Karnataka, dans la ville de Narasimharajapura précisément; son temple se nomme: Simhanagadde Jwalamalini Devi.